# Свети Атанасий (Зовик)
Вижте пояснителната страница за други значения на Свети Атанасий.
„Свети Атанасий Велики“ или „Свети Атанас“ (на македонска литературна норма: „Свети Атанасиј“, „Свети Атанас“) е възрожденска църква в битолското село Зовик, част от Преспанско-Пелагонийската епархия на Македонската православна църква – Охридска архиепископия. Представлява малка еднокорабна църква, издигната извън селото в XVII век, периода, в който се смята, че е основано и самото село.